# George Albert Smith (cineasta)
George Albert Smith (4 de enero de 1864 – 17 de mayo de 1959) fue un hipnotizador, psíquico, manipulador de linterna mágica, miembro de la Real Sociedad Astronómica, inventor y miembro clave de la escuela inglesa de pioneros del cine, apodada por el historiador de cine francés Georges Sadoul como la Escuela de Brighton. Es conocido por su controvertido trabajo con Edmund Gurney en la Sociedad para la Investigación Psíquica, sus cortometrajes de 1897 a 1903 fueron pioneros en la edición de películas, el uso de los primeros planos, y el desarrollo del primer proceso de película en color exitoso, Kinemacolor .

## Biografía

### Nacimiento y primeros años
Smith nació en Cripplegate, Londres en 1864. Su padre, Charles Smith, era escritor de boletos y artista. Tras la muerte de su padre, se mudó con su madre a Brighton, donde regentaba una pensión en Grand Parade.
Fue en Brighton a principios de la década de 1880 donde Smith llamó la atención del público por primera vez recorriendo las salas de espectáculos de la ciudad como hipnotizador de escenario . En 1882 se asoció con Douglas Blackburn en un acto en el Acuario de Brighton que involucraba lectura muscular, en la que el artista con los ojos vendados identifica objetos seleccionados por el público, y percepción extrasensorial, en la que el artista con los ojos vendados encuentra objetos escondidos por su asistente en algún lugar del teatro.
Blackburn admitió públicamente el fraude en 1908 y nuevamente en 1911, aunque Smith lo negó constantemente.
La Sociedad para la Investigación Psíquica (SIP) aceptó las afirmaciones de Smith de que el acto fue genuino y, después de convertirse en miembro de la sociedad, fue nombrado secretario privado del Secretario Honorífico Edmund Gurney entre 1883 y 1888. En 1887, Gurney llevó a cabo una serie de "experimentos hipnóticos" en Brighton, con Smith como su "hipnotizador", que en su día convirtieron a Gurney en una figura impresionante para el público británico.
Desde entonces ha sido muy estudiado y criticado por Trevor H. Hall en su estudio El extraño caso de Edmund Gurney . Hall concluyó que Smith (utilizando sus habilidades escénicas) falsificó los resultados de Gurney en sus trabajos de investigación privados, y esto pudo haber llevado a la misteriosa muerte de Gurney por una sobredosis de narcóticos en junio de 1888. Después de la muerte de Gurney, sus sucesores, FWH Myers y Frank Podmore, continuaron empleando a Smith como su secretario privado. En 1889, fue coautor (con Henry Sidgwick y Eleanor Mildred Sidgwick ) del artículo, Experiments in Thought Transference, para la revista de la sociedad.

### En el parque deHove
En 1892, después de dejar la SIP, adquirió el contrato de arrendamiento del parque St. Ann's Well Gardens en Hove de la propiedad del financiero y filántropo Sir Isaac Lyon Goldsmid, parque que cultivó hasta convertirlo en un popular jardín de recreo donde, a partir de 1894, comenzó a organizar exposiciones públicas de globos aerostáticos, saltos en paracaídas, con una casa de monos, un adivino, un ermitaño que vivía en una cueva y espectáculos de linternas mágicas de una serie de disolución de vistas. Smith también comenzó a presentar estas conferencias con dioramas en el Acuario de Brighton, donde actuó por primera vez con Douglas Blackburn en 1882. La hábil manipulación de la linterna mágica por parte de Smith, cortando entre lentes (de diapositiva a diapositiva) para mostrar los cambios en el tiempo, la perspectiva y la ubicación necesarios para contar una historia, le permitiría desarrollar muchas de las habilidades que luego pondría en práctica como cineasta pionero y desarrollar la gramática del montaje cinematográfico.
Smith había asistido al programa Lumière en Leicester Square, en marzo de 1896, e impulsado por las películas de Robert Paul que se proyectaron en Brighton durante esa temporada de verano, él y el químico local James Williamson adquirieron un prototipo de cámara de cine del ingeniero local Alfred Darling, quien había comenzado a fabricar equipos de filmación después de realizar reparaciones para el pionero del cine con sede en Brighton, Esmé Collings . En 1897, con la asistencia técnica de Darling y los productos químicos comprados a Williamson, Smith convirtió la casa de bombas en una fábrica de películas para revelar e imprimir y se convirtió en un exitoso procesador de películas comercial, además de patentar su propio sistema de cámara y proyector . Tanto él como su vecino Williamson se convertirían en cineastas pioneros por derecho propio creando numerosas películas históricas de un minuto de duración.{
El 29 de marzo de 1897, Smith agregó fotografías animadas dos veces al día al final de su programa de entretenimiento proyectado en el Brighton Aquarium, como una muestra de su floreciente producción cinematográfica. Muchas de las primeras películas de Smith, incluidas The Miller and the Sweep y Old Man Drinking a Glass of Beer (ambas filmadas en 1897) fueron comedias gracias a la influencia de su esposa, Laura Bayley, quien anteriormente había actuado en pantomimas y comedias. Sin embargo, Smith también mantuvo correspondencia con el pionero de los efectos especiales Georges Méliès, cuya influencia se puede ver en The X-Rays y The Haunted Castle (ambas de 1897), la última de las cuales, junto con The Corsican Brothers, Fotografiando un fantasma y, quizás, su trabajo más logrado desde esta vez, Santa Claus (todas de 1898), incluyen efectos especiales creados mediante un proceso de doble exposición patentado por Smith. Muchas de las películas de Smith fueron adquiridas para su distribución por Charles Urban para Warwick Trading Company y los dos comenzaron una larga relación comercial con una exhibición conjunta de las películas de Smith y Méliès en el Teatro Alhambra, en Brighton a fines de 1898 y principios de 1899.
En 1899, Smith, con la asistencia financiera de Urban, construyó un estudio de cine con una casa de cristal en el parque St. Ann's Well Gardens de Hove, lo que marcó el comienzo de un período muy creativo para él como cineasta. Ese año filmó la única escena El beso en el túnel (1899), que luego se editó a la perfección en View From an Engine Front - Train Leaving Tunnel (1899), de Cecil Hepworth, para animar un poco el género tan serio de paseos fantasma y demostrar las posibilidades de la edición creativa. Al año siguiente, experimentó con la inversión en The House That Jack Built (1900), desarrolló el tiempo de ensueño y el efecto de disolución en Let Me Dream Again (1900) y fue pionero en el uso del primer plano con Grandma's Reading Glass, As Seen Through. un telescopio y arañas en una telaraña (todos de 1900). El historiador de cine Frank Gray describe este período experimental, de 1897 a 1900, como los años de laboratorio de Smith.
En 1902, Smith colaboró con su viejo amigo Georges Méliès en el estudio Star Films en Montreil, París, en una representación previa de la coronación del rey Eduardo VII y la reina Alejandra encargada por Charles Urban de Warwick Trading Company después de que la empresa rival Mutoscope y Biograph adquirieran los derechos para filmar el evento real. En 1903, Charles Urban dejó Warwick Trading Company para formar Charles Urban Trading Company, llevándose consigo los derechos de las películas de Smith, en lo que marcó el final de su período más activo como cineasta.

### En el Laboratorio Lodge
En 1904, A. H. Tee se hizo cargo del contrato de arrendamiento del parque St Ann's Well Gardens de Hove, y Smith se mudó a una nueva casa en Southwick, Sussex, en el sur de Inglaterra, apodada Laboratory Lodge, donde con financiamiento de Charles Urban, desarrolló el Proceso Lee-Turner, que había sido adquirido por Urban después de la muerte de Edward Raymond Turner en 1903, en el primer proceso exitoso de película en color, Kinemacolor.
Smith probó el nuevo proceso, que abandonaba el enfoque de tres colores de Edward Turner en favor de un proceso de dos colores (rojo-verde), con las primeras películas de prueba como Tartans of Scottish Clans (1906) y Woman Draped in Patterned Handkerchiefs (1908) antes de hacer una demostración comercial de A Visit to the Seaside (1908) el 1 de mayo de 1908, seguida de una demostración pública desde principios de 1909 en lugares tan lejanos como París y Nueva York, por la que Smith recibió una medalla de plata de la Royal Society of arts. En 1910, Urban fundó Natural Color Kinemacolor Company, que utilizó con éxito el proceso para producir más de 100 cortometrajes en sus estudios de Hove y Niza, hasta que cerró debido a una demanda de patentes de 1914 presentada por William Friese-Greene, que terminó La carrera cinematográfica de Smith.

### Vida posterior y muerte
A fines de la década de 1940, fue redescubierto por la comunidad cinematográfica británica y fue nombrado miembro de la Academia de Cine Británica en 1955. Smith murió en Brighton el 17 de mayo de 1959. El Museo de Hove tiene una exhibición permanente sobre Smith y Williamson.

## Filmografía seleccionada
- The Haunted Castle (1897)
- Making Sausages (1897)
- Old Man Drinking a Glass of Beer (1897)
- Los rayos X (1897)
- The Miller and the Sweep (1898)
- Photographing a Ghost]] (1898)
- Santa Claus(1898)
- El beso en el túnel (1899)
- As Seen Through a Telescope (1900)
- Grandma's Reading Glass (1900)
- Grandma Threading her Needle (1900)
- Spiders on a Web (1900)
- The Old Maid's Valentine (1900)
- The House That Jack Built (1900)
- Let Me Dream Again (1900)
- The Inexhaustible Cab (1901)
- The Death of Poor Joe (1901)
- Mary Jane's Mishap (1903)
- The Sick Kitten (1903)
- Tartans of Scottish Clans (1906)
- Two Clowns (1906)
- Woman Draped in Patterned Handkerchiefs (1908)
- A Visit to the Seaside (1908)